# سفارة أذربيجان في روسيا
سفارة أذربيجان في روسيا هي أرفع تمثيل دبلوماسي لدولة أذربيجان لدى روسيا. تقع السفارة في موسكو وهي تهدف لتعزيز المصالح الأذربيجانية في روسيا.

## وصلات خارجية
- الموقع الرسمي
- قائمة سفارات أذربيجان
- قائمة السفارات في روسيا